# 龍山區 (韓國)
龍山區（韩语：／ Yongsan gu），位於韓國首爾市中央、漢江以北，人口約有25萬，是首爾著名的遊客區。電子市場、梨泰院都位於龍山區。由於2002年的世界盃促成了地鐵6號線通車加速完工，使往返龍山區變得更方便，也使這個本來開始暮氣沉沉的舊區再度變得活躍起來。

## 行政區劃

行政區劃圖

全區分為25個法定洞，但行政上則分成16個行政洞管理。這16個行政洞分別如下：
- 厚岩洞（후암동）
- 龍山2街洞（용산2가동）
- 南營洞（남영동）
- 青坡洞（청파동）
- 元曉路1洞（원효로1동）
- 元曉路2洞（원효로2동）
- 孝昌洞（효창동）
- 龍門洞（용문동）
- 漢江路洞（한강로동）
- 二村1洞（이촌1동）
- 二村2洞（이촌2동）
- 梨泰院1洞（이태원1동）
- 梨泰院2洞（이태원2동）
- 漢南洞（한남동）
- 西冰庫洞（서빙고동）
- 普光洞（보광동）

## 設施

### 觀光景點
- N首爾塔
- 梨泰院
- 龍山站
- 龍山電子商街

### 政府機構
- 韓國總統室（龍山總統府）
- 韓國國防部

### 外國使館
下列國家的駐韓大使館設於此區：
- 阿富汗
- 阿尔及利亚
- 阿根廷
- 白俄羅斯
- 比利时
- 保加利亚
- 刚果民主共和国
- 埃及
- 衣索比亞
- 斐济
- 加彭
- 匈牙利
- 印度
- 伊朗
- 伊拉克
- 義大利
- 科威特
- 拉脫維亞
- 黎巴嫩
- 利比亞
- 马来西亚
- 蒙古国
- 摩洛哥
- 緬甸
- 奈及利亞
- 巴基斯坦
- 菲律賓
- 羅馬尼亞
- 卢旺达
- 沙烏地阿拉伯
- 斯洛伐克
- 斯洛維尼亞
- 南非
- 西班牙
- 苏丹
- 坦桑尼亚
- 泰國（大使館）
- 突尼西亞
- 乌克兰（大使館）
- 阿联酋
- 尚比亞

### 美軍基地
駐韓美軍在韓國最大的軍營——龍山基地就位於本區。由於首爾中心地區的土地非常矜貴，加上基地內外的美軍活動對週邊住民造成干擾，即使美軍基地為區內居民帶來工作機會及消費刺激，但仍然使民眾對基地非常反感。基地內部已經有部份用地，逐漸由美方交還給首爾市政府，成為開放空間和公共設施等，例如目前的龍山家族公園、韓國國立中央博物館、韓國戰爭紀念館，所在地都是原先的美軍設施用地。

### 淑明女子大學
自1906年創校以來，淑明女子大學一直都是本區主要的僱主，為本區帶來不少職位空缺。另外，大學亦為本區提供不少活動，所以它一直都認為是韓國的優秀大學之一。鄰近大學的“Doors”酒館亦是大學生日常社交的好去處。

## 交通

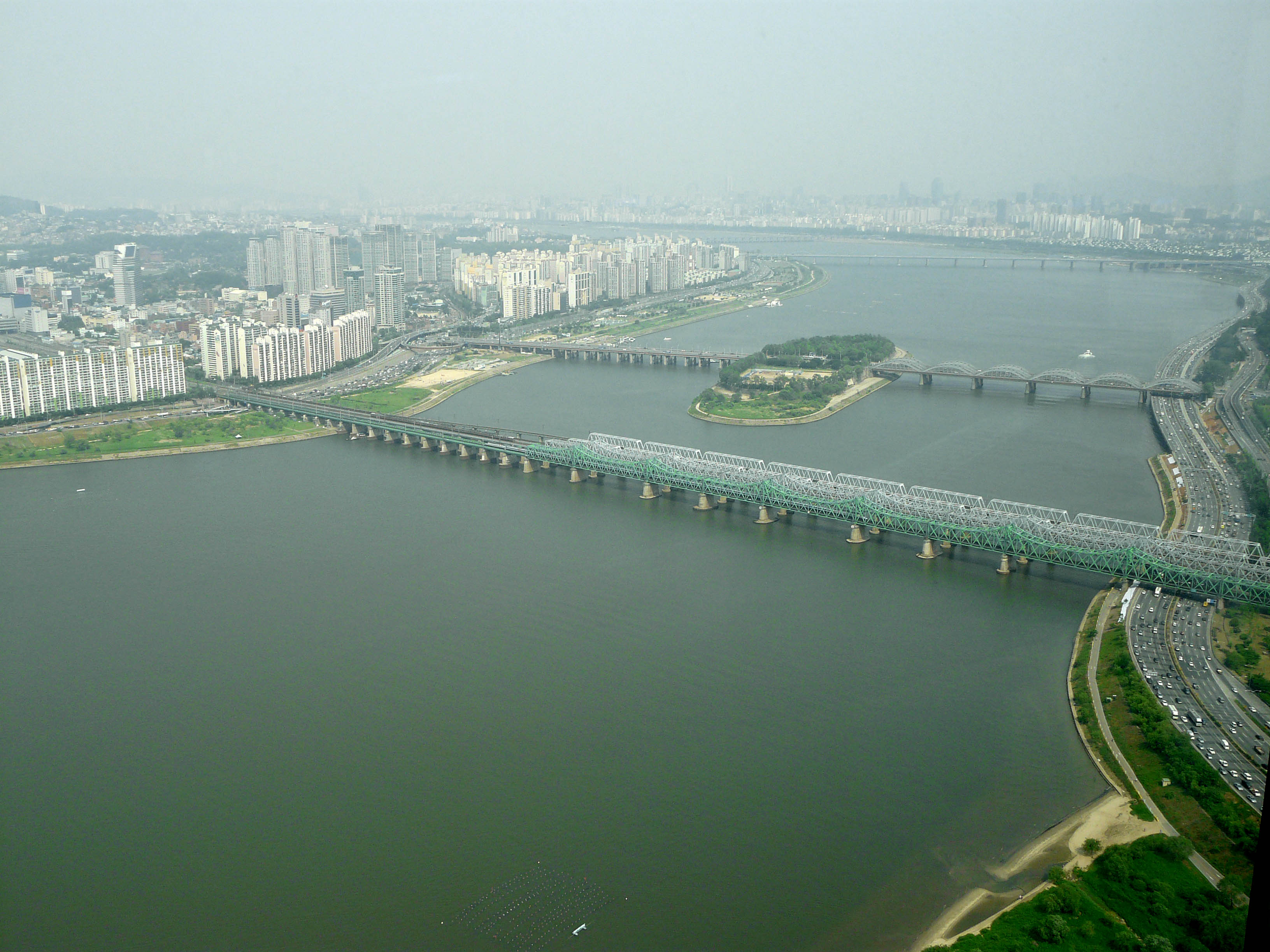
漢江鐵橋與漢江大橋

此地區在1900年就建立了漢江的第一條橋樑漢江鐵橋，1917年建立了第一條跨過漢江的道路橋樑漢江大橋。

### 鐵路
首爾站和龍山站可乘搭KTX、新村號、無窮花號。
韓國鐵道公社
- 京釜線（●首都圈電鐵1號線）：首爾站 - 南營站 - 龍山站
- 龍山線（●首都圈電鐵京義·中央線）：孝昌公園站 - 龍山站
- 京元線（●首都圈電鐵京義·中央線）：龍山站 - 二村站 - 西冰庫站 - 漢南站

首爾交通公社

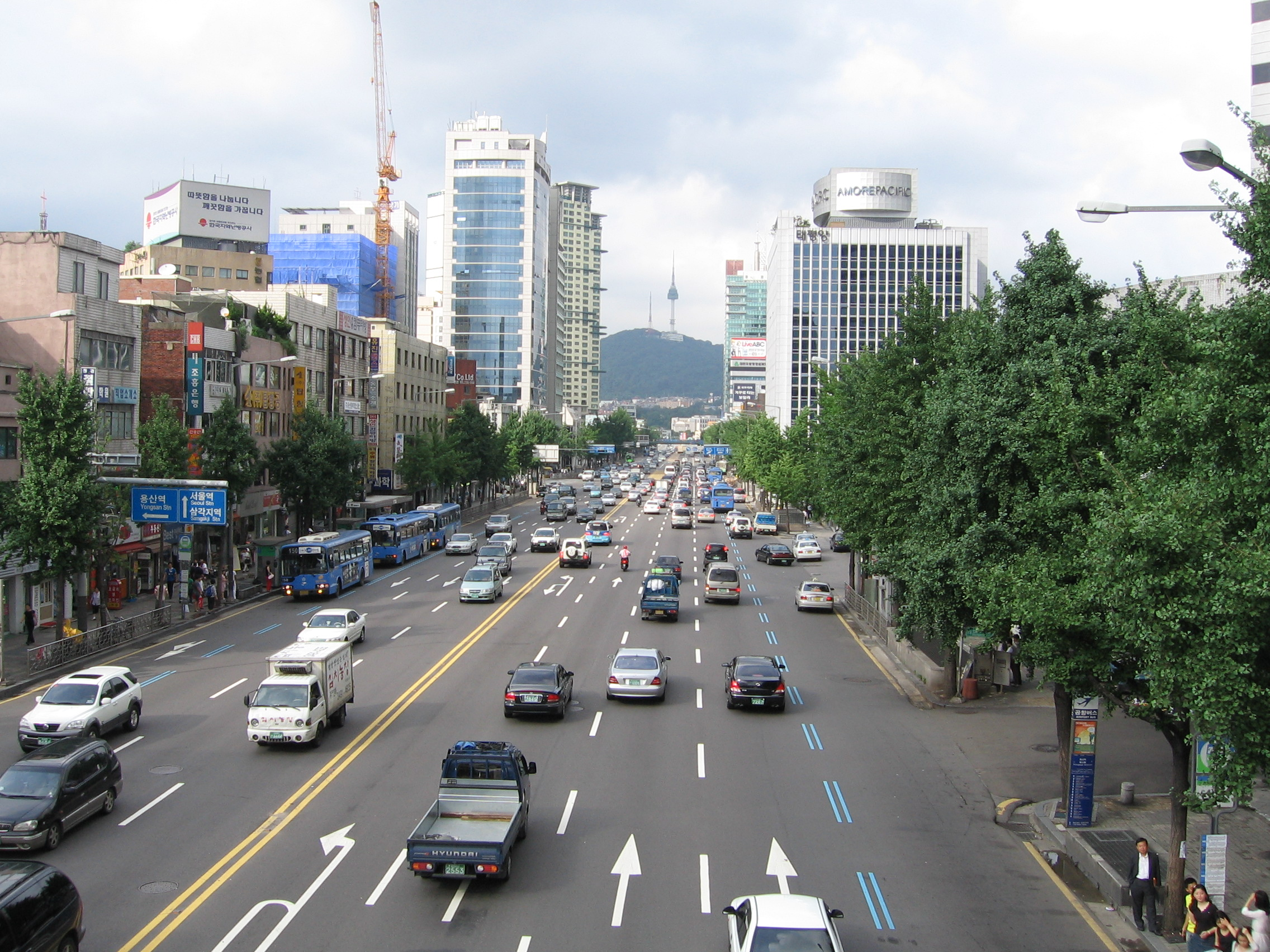
漢江大路（龍山站入口附近）

- ●首都圈电铁4号线：首爾站 - 淑明女子大學站 - 三角地站 - 新龍山站 - 二村站
- ●首尔地铁6号线：孝昌公園站 - 三角地站 - 綠莎坪站 - 梨泰院站 - 漢江鎮站

機場鐵道
- ●仁川國際機場鐵道：首爾站

## 外部連結
- 龍山區廳網站 （页面存档备份，存于）